# 코드게이트
코드게이트(CODEGATE)는 보안 전문 업체 소프트포럼에서 매년 주최하는 국제보안콘퍼런스, 국제해킹방어대회, 방어기술콘테스트 행사의 총칭이다. 2008년 첫 콘퍼런스를 시작으로 매년 행사를 개최하고 있다. 첫 개최 당시 총 상금 1억원이라는 파격적인 규모로 한국 안팎의 컴퓨터 보안 전문가들의 큰 호응을 불러모았다. 당시 단일 보안콘퍼런스 및 컴퓨터 해킹/보안 대회로써는 국내 최대 규모였다.
국제해킹방어대회에는 한국 안팎의 유명 해커 그룹과 보안 전문가들이 참가하여 열띤 경쟁을 벌인 바 있으며, 국제보안콘퍼런스에는 한국 안팎의 보안 업계의 유명 인사들이 세션을 진행한다.

## 주요 행사
- 국제보안콘퍼런스
- 국제해킹방어대회
- 방어기술콘테스트

## 같이 보기
- 데프 콘 - 美라스베이거스에서 매년 개최되는 세계최대 해킹대회/컨퍼런스